# Nelo Risi
Pour les articles homonymes, voir Risi.
Nelo Risi, né le 21 avril 1920 à Milan et mort le 17 septembre 2015 à Rome, est un réalisateur et scénariste italien.

## Biographie
Diplômé en médecine, comme son frère aîné Dino Risi, Nelo Risi est également poète, traducteur et écrivain. Son activité cinématographique commence à Paris en 1948, où il collabore avec le documentariste d'origine britannique Richard Leacock. Entre 1949 et 1963, il dirige d'ailleurs dix-neuf documentaires, courts et moyens métrages abordant tour à tour des sujets sociaux et historiques. On citera notamment : Ritorno nella valle (1949), Il delitto Matteotti (1956), I fratelli Rosselli (couronné d'un Nastro d'argent) en 1959 et La Firenze di Pratolini (1963). Il travaille aussi pour la télévision et en 1961 réalise l'épisode Le ragazze madri (Filles-mères) du film collectif Les femmes accusent (Le italiane e l'amore), inspiré par une idée générale de Cesare Zavattini.
Son premier long métrage date de 1966 : Le Dernier Train (Andremo in città) est l'histoire tragique d'une Juive déportée en Yougoslavie, adapté du roman autobiographique écrit par son épouse, Edith Bruck. C'est toutefois avec Journal d'une schizophrène (1968) qu'il parvient à une relative renommée. En 1971, il met en scène une biographie filmée d’Arthur Rimbaud : Une saison en enfer.

## Filmographie (en tant que réalisateur)

### Longs métrages
- 1961 : Les femmes accusent (Le italiane e l'amore)
- 1966 : Le Dernier Train (Andremo in città)
- 1968 : Journal d'une schizophrène (Diario di una schizofrenica)
- 1970 : Vague de chaleur (Ondate di calore)
- 1971 : Une saison en enfer (Una stagione all'inferno)
- 1973 : La colonna infame
- 1980 : Idillio (it)
- 1988 : Un amore di donna

### Courts métrages
- 1956 : Il delitto Matteotti (it)
- 1958 : Un fiume di luce
- 1959 : I fratelli Rosselli
- 1960 : La memoria del futuro

### Téléfilms
- 1965 : La strada più lunga (it)
- 1975 : Le città del mondo (diffusé sur Rai 1[2])
- 1991 : Per odio, per amore (it)

### Documentaires
- 1957 : Sud come nord
- 1958 : Acqua equivale energia
- 1958 : La Firenze di Pratolini
- 1960 : Elea classe 9000 (1960, avec une musique de Luciano Berio)
- 1960 : La memoria del futuro
- 1960 : Vita breve ed eroica di Ippolito Nievo
- 1970 : Documenti su Giuseppe Pinelli
- 1974 : A carte scoperte
- 1987 : Venezia, tra Oriente e Occidente
- 1989 : Viaggio nella psicanalisi
- 2008 : Possibili rapporti. Due poeti, due voci